# (400088) 2006 SB368
(400088) 2006 SB368 es un asteroide que forma parte del cinturón interior de asteroides, descubierto el 28 de septiembre de 2006 por el equipo del Observatorio Astronómico de Farra d'Isonzo desde el Observatorio Astronómico de Farra d'Isonzo, Farra d'Isonzo, Italia.

## Designación y nombre
Designado provisionalmente como 2006 SB368.

## Características orbitales
2006 SB368 está situado a una distancia media del Sol de 1,996 ua, pudiendo alejarse hasta 2,242 ua y acercarse hasta 1,749 ua. Su excentricidad es 0,123 y la inclinación orbital 21,72 grados. Emplea 1030,12 días en completar una órbita alrededor del Sol.

## Características físicas
La magnitud absoluta de 2006 SB368 es 18,3.